# لیگاند فاس
لیگاند فاس (FasL یا CD95L) که با نام «CD178» هم شناخته می‌شود، نوعی پروتئین تراپوسته‌ای مربوط به عامل نکروز تومور است. اتصال آن با گیرندهٔ ویژهٔ خود، موجب آپوپتوز می‌شود.این لیگاند نقش مهمی را در تنظیم سیستم ایمنی بدن و سرطان ایفا می‌کند.